# Maurizio Biondo
Maurizio Biondo (Vimercate, 15 mei 1981) is een Italiaans wielrenner die anno 2012 uitkomt voor Meridiana Kamen Team. Eerder reed hij voor onder meer Ceramica Flaminia.
Biondo werd in 1999 derde op het wereldkampioenschap ploegenachtervolging voor junioren. In zijn ploeg zat ook een jonge Filippo Pozzato. In 2001 volgde een derde plaats op de individuele tijdrit op de Middellandse Zeespelen 2001 bij de elite. Biondo bleek een goede tijdrijder en eindigde twee jaar later als tweede op het Italiaanse kampioenschap tijdrijden voor beloften. In 2008 en 2009 werd hij derde bij de elite.
Op 12 augustus 2009 werd Biondo betrapt op het gebruik van NESP en voor twee jaar geschorst door het CONI. Zijn schorsing liep af op 13 september 2011.

## Belangrijkste overwinningen
2001
- Tijdrit op de Middellandse Zeespelen

2002
- 3e etappe Ronde van Berlijn

2005
- Trofeo Zssdi

2007
- 1e etappe Ronde van Navarra
- Eindklassement Ronde van Navarra

2008
- 3e etappe Ronde van het District Santarém
- Eindklassement Ronde van het District Santarém

2009
- Ronde van Drenthe
- 5e etappe Ronde van Denemarken

Bhiorac · Biondo · Blagojević · Bragazzi · Cavaliere · Coletta · Cuesta · Der · Di Felice · Fus · Jugović · Miglioratic · Miorin · Silvestri · Stefanović · Velicković